# Shortbread

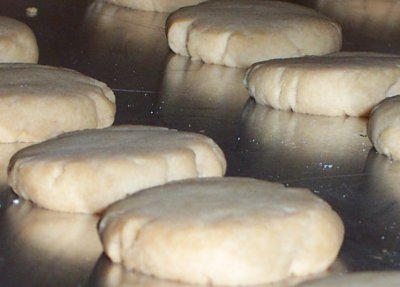
Shortbread.

Le shortbread est un biscuit sablé écossais traditionnel, habituellement confectionné avec une dose de sucre blanc, deux doses de beurre et trois doses de farine.
D'autres ingrédients tels que la farine de riz ou la fécule de maïs sont parfois ajoutés afin de modifier la texture.
Les recettes modernes s'éloignent aussi souvent des recettes originelles en divisant en parts égales le sucre : moitié sucre en poudre pour moitié de sucre glace et beaucoup ajoutent désormais une pincée de sel.

## Origine
A l’origine, le shortbread aurait été fabriqué en Écosse à base de restes de pâte à pain séchée. Par la suite, la levure fut progressivement remplacée par du beurre. Ce biscuit devint alors un luxe que les gens ordinaires réservaient aux grandes occasions. On en faisait cadeau aux visiteurs à Noël et au Nouvel An. Le petit biscuit rond et doré rappelait le soleil de Yule, l’ancienne célébration païenne. Pour les mariages, la coutume était de casser un shortbread au-dessus de la tête de la mariée au seuil de son nouveau foyer.